# トリクロロ(ジクロロフェニル)シラン
トリクロロ(ジクロロフェニル)シラン (trichloro(dichlorophenyl)silane) は、化学式がSi(C6H3Cl2)Cl3で表される化合物である。